# كلايد كينغ
كلايد كينغ (بالإنجليزية: Clyde King)‏ هو لاعب كرة قاعدة أمريكي، ولد في 23 مايو 1924 في غولدزبورو في الولايات المتحدة، وتوفي بنفس المكان في 2 نوفمبر 2010.

## وصلات خارجية
- كلايد كينغ على موقعبيزبول رفرنس.كوم (الدوري الرئيسي) (الإنجليزية)
- كلايد كينغ على موقعبيزبول رفرنس.كوم (الدوري الثانوي) (الإنجليزية)
- كلايد كينغ على موقع قاعة كارولاينا الشمالية للمشاهير الرياضية (الإنجليزية)